# Jamuna (rzeka)
Jamuna (dewanagari यमुना नदी, trl. yamunā nadī, ang. Jamuna, Jamna) – rzeka w północnej części Indii, główny dopływ Gangesu. Źródła w Himalajach w stanie Uttaranchal, ujście w mieście Allahabad.
- Długość: 1370 km
- Powierzchnia dorzecza: 351 tys. km²
- Główne dopływy: Ćambal, Betwa (prawe)
- Główne miasta: Delhi, Agra, Allahabad.

W hinduizmie uważana za jedną ze świętych rzek (Saptasindhawa).